# 德伊-拉巴尔
德伊-拉巴尔（法語：Deuil-la-Barre，法語發音：[dœj la baʁ] ⓘ），法国中北部城市，法兰西岛大区瓦兹河谷省的一个市镇，隶属于萨塞勒区，其市镇面积为3.76平方公里，2022年1月1日时人口数量为22,903人，在法国城市中排名第409位。
德伊-拉巴尔位于瓦兹河谷省东南部，南侧与塞纳-圣但尼省接壤，是巴黎北郊的一个卫星城，通过区域铁路H线连接巴黎市区。德伊-拉巴尔因其境内的铁路平交道口而闻名，后者是现存距离巴黎市区最近的法国国铁平交道口，预计2025年完成立交化改造。法国饶舌乐队Sniper成立于德伊-拉巴尔。

## 地名
“德伊”一名最初于公元9世纪时以“Diogilum”的形式被记载，该名称来源于凯尔特语，意为“神的林沼间亮地”。因“Deuil”在现代法语中意为“哀悼”，当地政府曾于2002年提出更名计划，但最终未能实现。
“拉巴尔”为当地的一处街区，其名称来源于古法语，意为“隔离、障碍”，对应的现代法语单词为“Barrière”。该名称自1952年起成为当地市镇官方名称的一部分。
尽管中文译名中含有连字号，但Deuil-la-Barre事实上并非由“Deuil”和“La Barre”两个同级别聚落合并而成。部分中文资料亦将其整体翻译为德伊拉巴尔。在2002年的更名计划中，当地政府曾拟定“Dueil-Ormesson”作为备用名。

## 历史

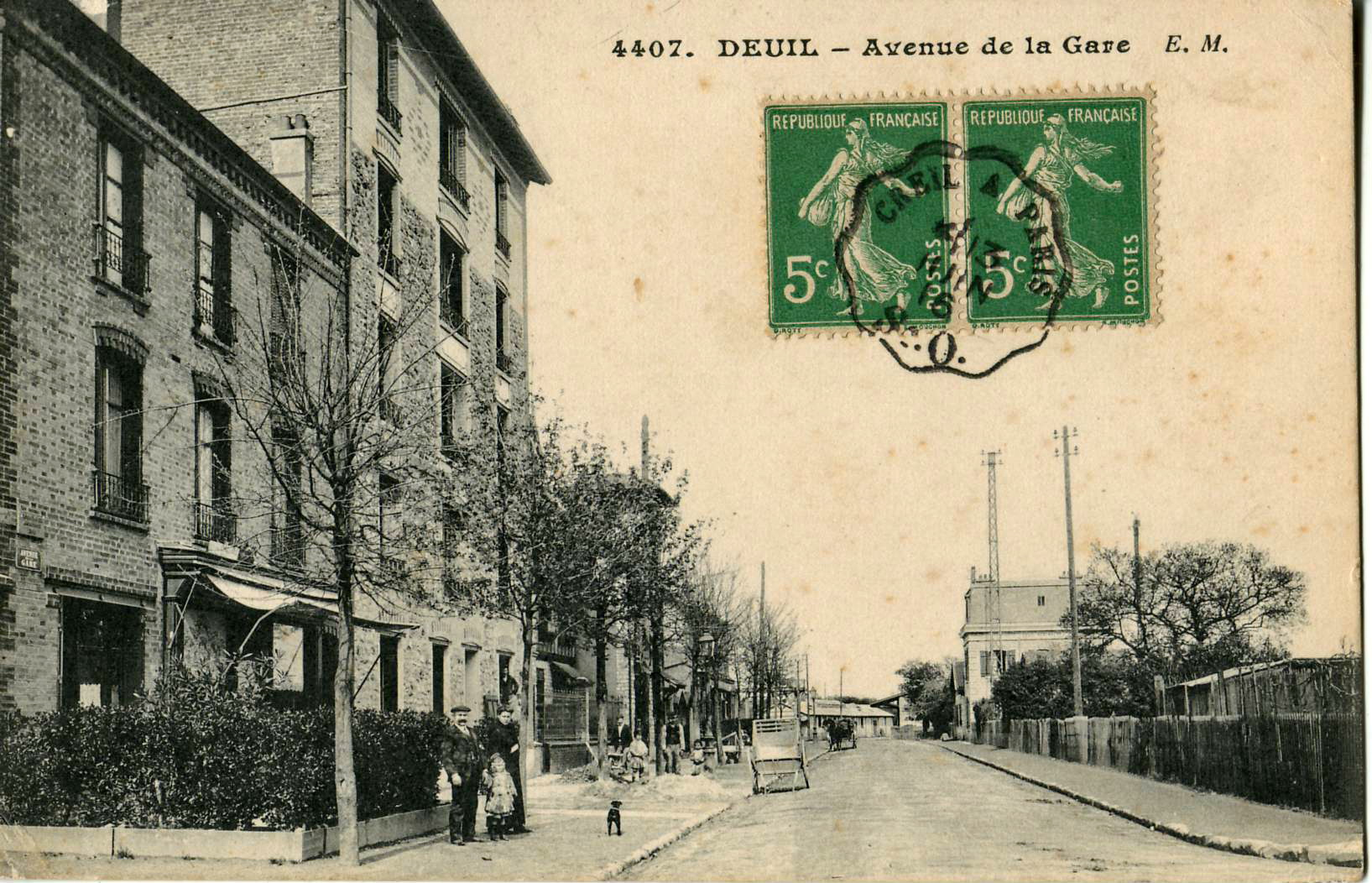
20世纪初的德伊

德伊-拉巴尔最初于公元9世纪时被记载，彼时，来自圣但尼的天主教徒在此修建了一处纪念欧仁的修道院及圣母教堂。公元十世纪后，德伊成为蒙莫朗西家族的一处领地。15世纪时，当地先后建成了拉舍夫雷特庄园（manoir de La Chevrette）和拉巴尔城堡（château de La Barre）。17世纪时，安德烈·勒诺特尔曾参与了城堡公园的规划建设，后于1786年被毁，少量建筑在重建后被开辟为地方历史博物馆。法国大革命后，德伊成为塞纳-瓦兹省的一个市镇，彼时，当地尚为一个人口不足一千的普通农业聚落。1850年，德伊西部的部分区域被划出，与相邻市镇合并组建为昂甘莱班。自19世纪末起，随着工业革命的发展及巴黎的城市扩张，德伊境内出现了工厂和工人社区，途径此地的铁路线相继建成通车。20世纪50年代起，德伊-拉巴尔境内兴建了多处集中式居民区，其市镇自1968年起被划入新成立的瓦兹河谷省内。

## 地理

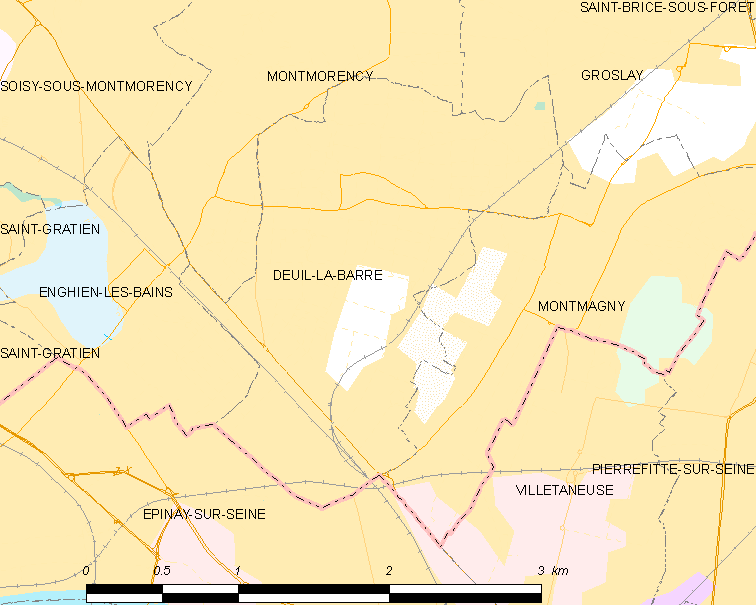
德伊-拉巴尔市镇范围地图

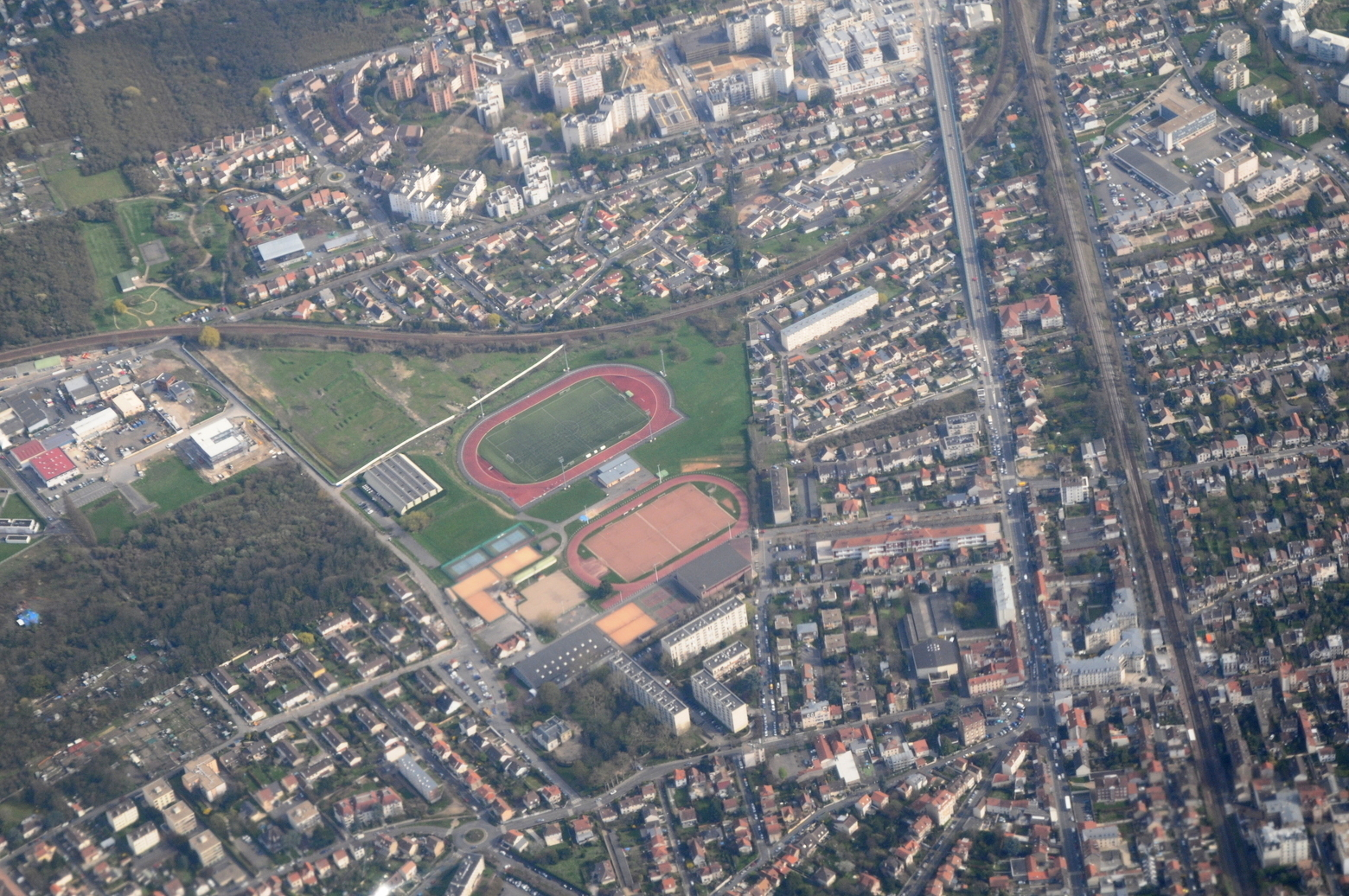
航拍德伊-拉巴尔市区

德伊-拉巴尔位于法国中北部，法兰西岛大区北部和瓦兹河谷省东南部，距离省会蓬图瓦兹大约25公里。与德伊-拉巴尔接壤的市镇包括：格罗莱、塞纳河畔埃皮奈、昂甘莱班、蒙马尼、蒙莫朗西。

### 地形
德伊-拉巴尔位于巴黎盆地腹地，塞纳河右岸的一处冲积平原上，境内以平原为主，市镇中心地势较为平坦，北侧部分街区略有起伏，全境海拔在34到113米之间。

### 水文
德伊-拉巴尔位于塞纳河流域内，其境内无大型天然地表径流。

### 植被
德伊-拉巴尔属于温带阔叶混交林区，市区内的主要绿地公园包括拉舍夫雷特公园（Parc de La Chevrette）、维克多·拉巴里耶尔公园（Parc de Victor Labarrière）等，均常年免费向公众开放。市区南部的苏勒穆捷街区（Sous le Moutier）有大片林地分布。
在鲜花城市的评比中，德伊-拉巴尔被评为2星级鲜花城市。

### 气候
德伊-拉巴尔在柯本气候分类法中属于温带海洋性气候。
距离德伊-拉巴尔最近的常年气象站位于勒布尔歇境内，以下为该气象站的数据：
| 勒布尔歇1981年－2019年 | 勒布尔歇1981年－2019年 | 勒布尔歇1981年－2019年 | 勒布尔歇1981年－2019年 | 勒布尔歇1981年－2019年 | 勒布尔歇1981年－2019年 | 勒布尔歇1981年－2019年 | 勒布尔歇1981年－2019年 | 勒布尔歇1981年－2019年 | 勒布尔歇1981年－2019年 | 勒布尔歇1981年－2019年 | 勒布尔歇1981年－2019年 | 勒布尔歇1981年－2019年 | 勒布尔歇1981年－2019年 |
| 月份                   | 1月                    | 2月                    | 3月                    | 4月                    | 5月                    | 6月                    | 7月                    | 8月                    | 9月                    | 10月                   | 11月                   | 12月                   | 全年                   |
| ---------------------- | ---------------------- | ---------------------- | ---------------------- | ---------------------- | ---------------------- | ---------------------- | ---------------------- | ---------------------- | ---------------------- | ---------------------- | ---------------------- | ---------------------- | ---------------------- |
| 历史最高温 °C（°F）    | 16.1 (61.0)            | 20.8 (69.4)            | 24.7 (76.5)            | 31.9 (89.4)            | 35 (95)                | 36.9 (98.4)            | 42.1 (107.8)           | 40.2 (104.4)           | 35 (95)                | 29.4 (84.9)            | 21.3 (70.3)            | 17.2 (63.0)            | 42.1 (107.8)           |
| 平均高温 °C（°F）      | 7 (45)                 | 8.2 (46.8)             | 12 (54)                | 15.3 (59.5)            | 19.2 (66.6)            | 22.4 (72.3)            | 25.1 (77.2)            | 25 (77)                | 21.1 (70.0)            | 16.3 (61.3)            | 10.7 (51.3)            | 7.4 (45.3)             | 15.8 (60.4)            |
| 日均气温 °C（°F）      | 4.3 (39.7)             | 4.9 (40.8)             | 7.9 (46.2)             | 10.5 (50.9)            | 14.3 (57.7)            | 17.3 (63.1)            | 19.6 (67.3)            | 19.4 (66.9)            | 16.1 (61.0)            | 12.3 (54.1)            | 7.6 (45.7)             | 4.9 (40.8)             | 11.6 (52.9)            |
| 平均低温 °C（°F）      | 1.7 (35.1)             | 1.6 (34.9)             | 3.9 (39.0)             | 5.7 (42.3)             | 9.4 (48.9)             | 12.2 (54.0)            | 14.2 (57.6)            | 13.9 (57.0)            | 11.1 (52.0)            | 8.3 (46.9)             | 4.5 (40.1)             | 2.3 (36.1)             | 7.4 (45.3)             |
| 历史最低温 °C（°F）    | −18.2 (−0.8)           | −16.8 (1.8)            | −9.6 (14.7)            | −3.7 (25.3)            | −1.6 (29.1)            | 0.9 (33.6)             | 3.5 (38.3)             | 1.9 (35.4)             | 0.1 (32.2)             | −5.6 (21.9)            | −9.5 (14.9)            | −15.1 (4.8)            | −18.2 (−0.8)           |
| 平均降水量 mm（）      | 49.6 (1.95)            | 42 (1.7)               | 50.2 (1.98)            | 49.8 (1.96)            | 61.1 (2.41)            | 55 (2.2)               | 59.2 (2.33)            | 49 (1.9)               | 49.3 (1.94)            | 64.8 (2.55)            | 50.9 (2.00)            | 59.8 (2.35)            | 640.7 (25.22)          |
| 月均日照時數           | 62                     | 75.1                   | 125                    | 165.8                  | 193.3                  | 206.9                  | 215.7                  | 206.2                  | 160.2                  | 111.2                  | 65.1                   | 50.8                   | 1,637.3                |
| 来源：infoclimat.fr    |                        |                        |                        |                        |                        |                        |                        |                        |                        |                        |                        |                        |                        |

## 行政区划
德伊-拉巴尔的市镇编号为95197，邮政编码为95170。
在行政管理方面，德伊-拉巴尔隶属于法国法兰西岛大区瓦兹河谷省萨塞勒区；在地方选举方面，德伊-拉巴尔是德伊-拉巴尔县的中央投票站所在地，其市镇范围全境被划入瓦兹河谷省第六选区；在社会管理方面，德伊-拉巴尔是平原河谷城市圈公共社区的组成部分。
德伊-拉巴尔市镇被划为六个街区。
法国国家统计与经济研究所（简称）在进行数据统计时，将德伊-拉巴尔及相邻的另外428个市镇设为巴黎城市核心区（2020年扩充至431个），并将包括核心区在内的周边共1,794个市镇划为巴黎城市区。自2020年起，巴黎城市区被包含1,949个市镇的巴黎城市辐射区代替。此外，还将德伊-拉巴尔市镇分为了9个“块区”（IRIS），以便于统计人口分布情况。

## 交通

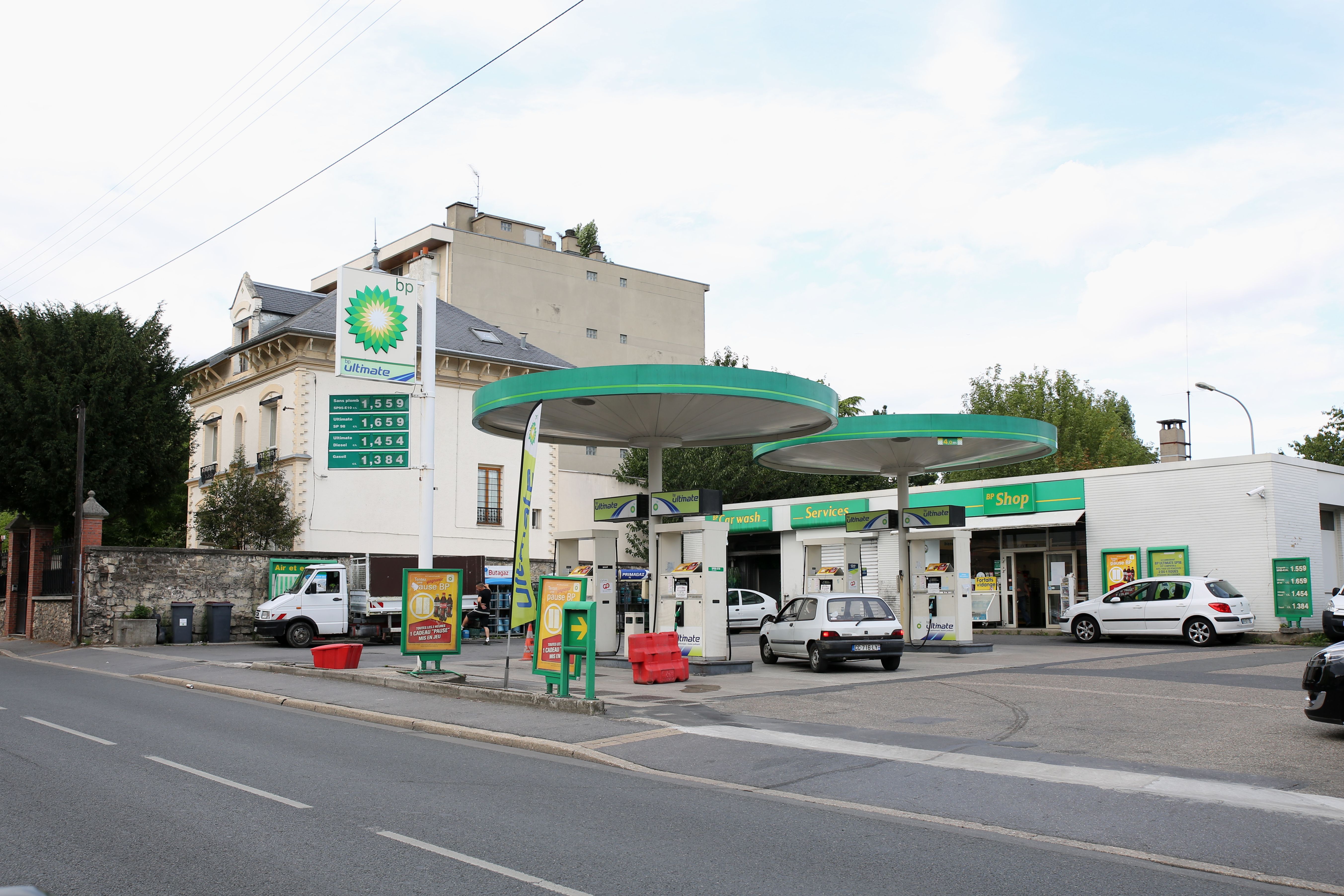
德伊-拉巴尔的一处加油站

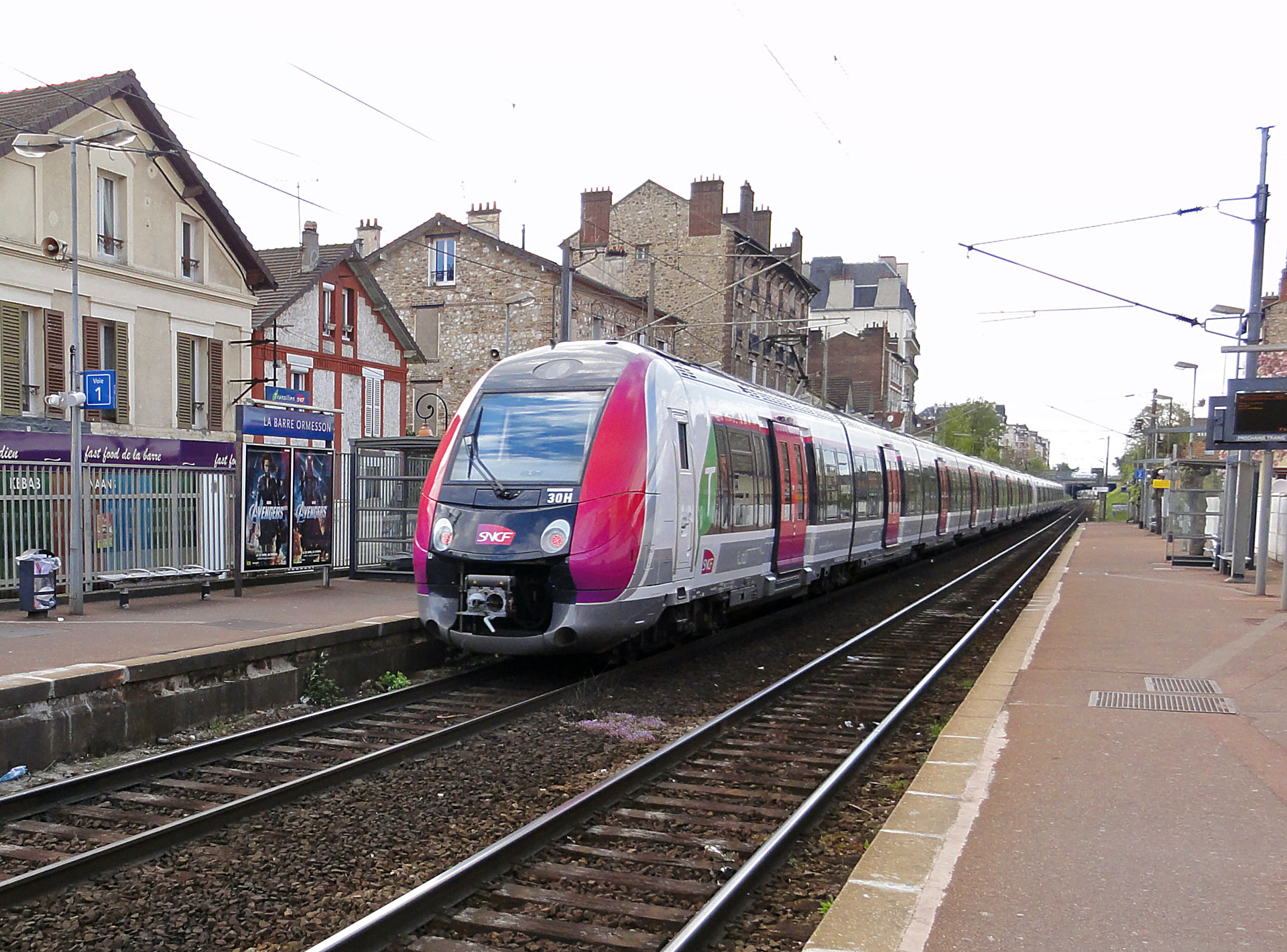
途径德伊-拉巴尔的Transilien H列车

### 公路
多条瓦兹河谷省省道在德伊-拉巴尔境内交汇，其境内的道路大部分已完成城市化改造，配套有照明、排水、人行道等设施。
|  | 14 |

| 3 | 6 |

| 蓬图瓦兹 | 26 |

| 圣但尼 | 7 |

| 阿让特伊 | 9 |

| 圣格拉蒂安 | 5 |

| 萨塞勒 | 4 |

| 埃尔蒙 | 7 |

2018年，70.7%的德伊-拉巴尔家庭拥有至少一辆私人汽车。2019年，德伊-拉巴尔境内共发生各类交通事故5起，造成8人受伤。

### 铁路
圣但尼－迪耶普铁路和埃皮奈-维勒塔讷斯－勒特雷波尔-梅尔斯铁路分别从德伊-拉巴尔的市区西部和东部过境。两条铁路在德伊-拉巴尔内分别设有拉巴尔-奥尔梅松站和德伊-蒙马尼站，两站均停靠法兰西岛大区列车H线。

### 航空
距离德伊-拉巴尔最近的民用航空站为巴黎戴高乐机场，距离德伊-拉巴尔市中心的公路里程约21公里。

### 城市公共交通
法兰西岛大区列车H线和巴黎公交256路、337路、356路经过德伊-拉巴尔境内。
| 途经德伊-拉巴尔境内的主要公共交通线路 |        | |
| 类型                                  | 运营商 | 线路 |
| 城铁                                  |        | ：巴黎北站 ↔ 圣但尼站 ↔ 埃皮奈-维勒塔讷斯站 ↔ 德伊-蒙马尼站 ↔ 吕扎什站 / 佩尔桑-博蒙站 ：巴黎北站 ↔ 圣但尼站 ↔ 埃皮奈-维勒塔讷斯站 ↔ 拉巴尔奥尔梅松站 ↔ 埃尔蒙-欧博讷站 ↔ 蓬图瓦兹站 |
| 公共汽车                              | RATP   | 256：地铁圣但尼大学站 ↔ 小皮埃尔菲特 ↔ 维勒塔讷斯大学 ↔ 蒙马尼市政府 ↔ 德伊-蒙马尼火车站 ↔ 教堂 ↔ 莫尔特枫丹集市 ↔ 球场 ↔ 拉巴尔奥尔梅松火车站 ↔ 昂甘莱班火车站 337：快铁皮埃尔菲特-斯坦站 ↔ 蒙马尼市政府 ↔ 德伊-蒙马尼火车站 ↔ 教堂 ↔ 欧仁·拉马尔 ↔ 球场 ↔ 拉巴尔奥尔梅松火车站 ↔ 埃皮奈-维勒塔讷斯火车站 ↔ 三镇 ↔ 路易·布拉耶 ↔ 加列尼·若纳 ↔ 德伊拉巴尔穆捷手工业园区 356：斯坦花园城 ↔ 地铁圣但尼大学站 ↔ 罗歇·塞马 ↔ 德罗奈-美丽城 ↔ 埃皮奈-维勒塔讷斯火车站 ↔ 三镇 ↔ 拉巴尔奥尔梅松火车站 ↔ 球场 ↔ 莫尔特枫丹集市 |
| 1.                                    |        | |

## 政治

### 市政内阁

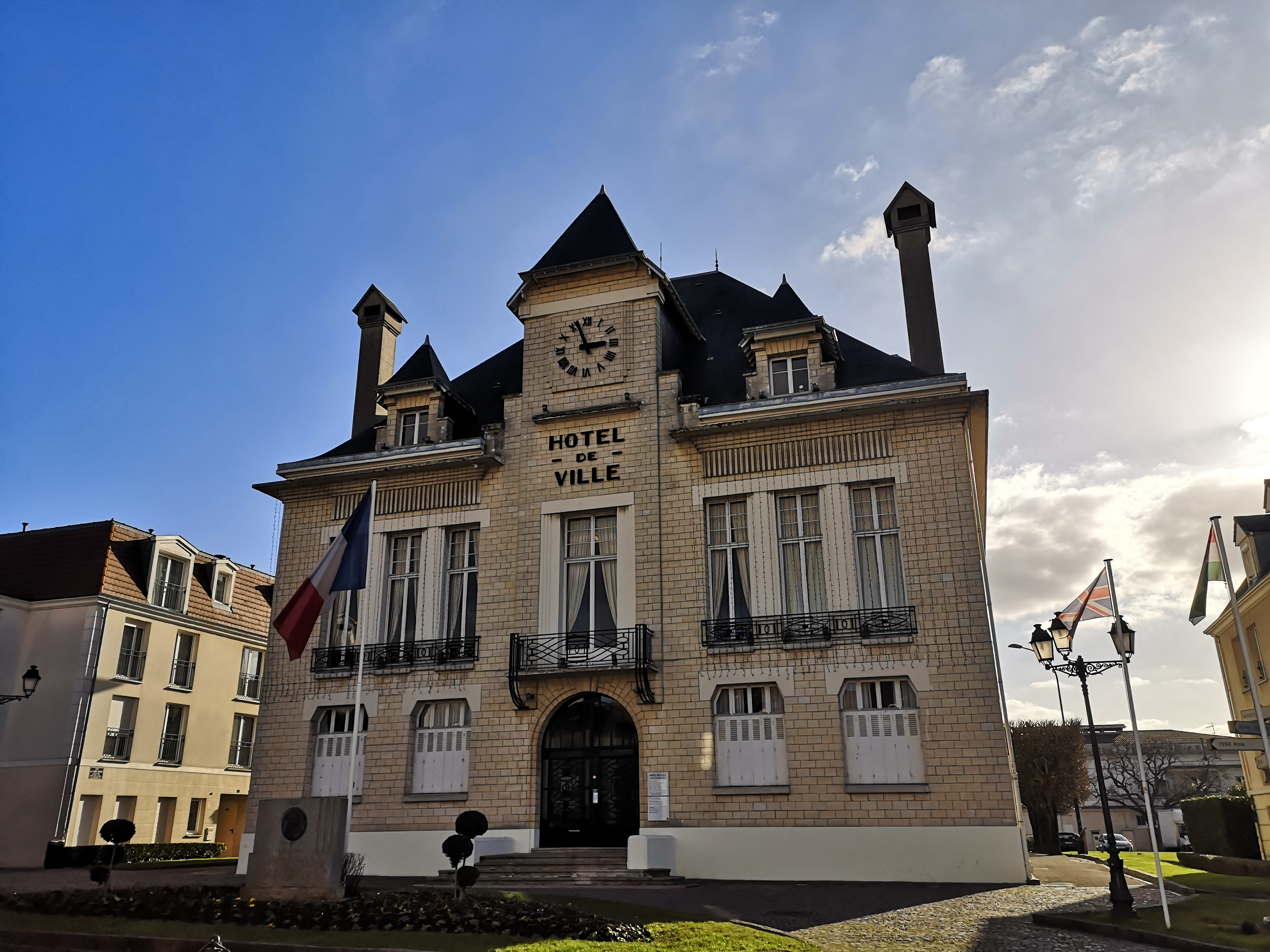
德伊-拉巴尔市政厅

德伊-拉巴尔的现任市长为米丽埃尔·斯科朗女士（Muriel SCOLAN），她是中间派的一名成员，在2020年的市政选举中获得了45.49%的支持率。
| 德伊-拉巴尔历届市长 | 德伊-拉巴尔历届市长                      | 德伊-拉巴尔历届市长                      |
| 任期                | 市长                                     | 党派                                     |
| ------------------- | ---------------------------------------- | ---------------------------------------- |
| 1944年－1945年      | Maurice PETIT 莫里斯·珀蒂                | PCF法国共产党                            |
| 1945年－1947年      | André LE ROY 安德烈·勒鲁瓦               | PCF法国共产党                            |
| 1947年－1962年      | Mathieu CHAZOTTE 马蒂厄·沙佐特           | 不详                                     |
| 1962年－1989年      | Henri HATREL 亨利·阿特雷尔               | CD法国民主中心                           |
| 1989年－1997年      | Jean-Pierre DELALANDE 让-皮埃尔·德拉朗德 | RPR保衛共和聯盟                          |
| 1997年－2014年      | Jean-Claude NOYER 让-克洛德·努瓦耶       | RPR保衛共和聯盟 →UMP人民运动联盟         |
| 2014年－            | Muriel SCOLAN 米丽埃尔·斯科朗            | UDI民主人士和独立人士联盟 →DVC混杂中间派 |

### 各级选举
| 德伊-拉巴尔历届投票选举结果 | 德伊-拉巴尔历届投票选举结果 | 德伊-拉巴尔历届投票选举结果 | 德伊-拉巴尔历届投票选举结果 | 德伊-拉巴尔历届投票选举结果   | 德伊-拉巴尔历届投票选举结果 | 德伊-拉巴尔历届投票选举结果 | 德伊-拉巴尔历届投票选举结果   | 德伊-拉巴尔历届投票选举结果 | 德伊-拉巴尔历届投票选举结果 |
| 选举项目                    | 选举范围                    | 选区单位                    | 选区单位内的选举结果        | 选区单位内的选举结果          | 选区单位内的选举结果        | 选区单位内的选举结果        | 选区单位内的选举结果          | 选区单位内的选举结果        | 参考资料                    |
| 选举项目                    | 选举范围                    | 选区单位                    | 第一轮胜出者                | 第一轮胜出者                  | 支持率                      | 第二轮胜出者                | 第二轮胜出者                  | 支持率                      | 参考资料                    |
| --------------------------- | --------------------------- | --------------------------- | --------------------------- | ----------------------------- | --------------------------- | --------------------------- | ----------------------------- | --------------------------- | --------------------------- |
| 2017年法國總統選舉          | 法國                        | 市镇                        |                             | 埃马纽埃尔·马克龙             | 28.4%                       |                             | 埃马纽埃尔·马克龙             | 79.05%                      | [ 27 ]                      |
| 2017年法国立法选举          | 瓦兹河谷省第六选区          | 市镇                        |                             | 纳塔莉·埃利马                 | 41.78%                      |                             | 纳塔莉·埃利马                 | 60.38%                      | [ 27 ]                      |
| 2019年欧洲议会选举          | 法國                        | 市镇                        |                             | 纳塔莉·卢瓦索                 | 27.02%                      | （不适用）                  | （不适用）                    | （不适用）                  | [ 29 ]                      |
| 2021年法国省级选举          | 瓦兹河谷省                  | 县                          |                             | 米丽埃尔·斯科朗 菲利普·叙厄尔 | 33.44%                      |                             | 米丽埃尔·斯科朗 菲利普·叙厄尔 | 58.97%                      | [ 30 ]                      |
| 2021年法国省级选举          | 瓦兹河谷省                  | 市镇                        |                             | 米丽埃尔·斯科朗 菲利普·叙厄尔 | 41.91%                      |                             | 米丽埃尔·斯科朗 菲利普·叙厄尔 | 58.63%                      | [ 30 ]                      |
| 2021年法国大区选举          | 法蘭西島大區                | 市镇                        |                             | 瓦莱丽·佩克雷斯               | 35.31%                      |                             | 瓦莱丽·佩克雷斯               | 44.67%                      | [ 31 ]                      |
| 2022年法国总统选举          | 法國                        | 市镇                        |                             | 让-吕克·梅朗雄                | 32.78%                      |                             | 埃马纽埃尔·马克龙             | 73.65%                      | [ 27 ]                      |
| 2022年法国立法选举          | 瓦兹河谷省第六选区          | 市镇                        |                             | 加布丽埃勒·卡塔拉             | 31.99%                      |                             | 埃丝特勒·福莱斯特             | 51.67%                      | [ 27 ]                      |

## 人口
2018年，德伊-拉巴尔市镇人口数量为22,165，在法国排名第409位。其中男性10,389人，女性11,776人，75岁及以上人口占6.3%，外籍人口数量为5,286人，人口密度为5,895人/平方公里，当地居民被称为（男性）或（女性）。2019年，德伊-拉巴尔境内出生364人，死亡人口107人。
| 德伊-拉巴尔1901年－2019年人口变化情况 |
|                                       |
| 数据来源：Cassini、INSEE              |

## 经济
德伊-拉巴尔是巴黎北部的一个郊区卫星城。截止2022年7月，德伊-拉巴尔市镇范围内共有各类用人单位（包含自雇）3,694家，平均历史为12年，其中99.85%为中小型企业（PME），2022年5月至7月间，当地的经济活力指数为1.79%。（装潢）、（管道安装）及（零散）是当地2021年营业额最高的三个企业，分别为15,484,320欧元、3,489,480欧元和3,115,778欧元。

## 财政与居民收入
2020年，德伊-拉巴尔的财政收入总额为27,871,100欧元，财政支出总额为24,757,400欧元，当年的债务总额为26,888,200欧元。2021年，德伊-拉巴尔共获得3,204,398欧元的国家财政补助，比上一年减少了1.64%。
2019年，德伊-拉巴尔的人均月收入总额为2,704欧元，其中高级职员为4,074欧元，低于法国平均水平（4,230欧元）；中级职员为2,551欧元，高于法国平均水平（2,411欧元）；普通职员为1,896欧元，高于法国平均水平（1,740欧元）。
2018年，德伊-拉巴尔境内的青壮年（15至64岁）失业率为9.5%，当地58.7%的家庭拥有纳税资格，平均纳税4,466欧元，高于法国平均水平（3,910欧元）。

## 社会事务

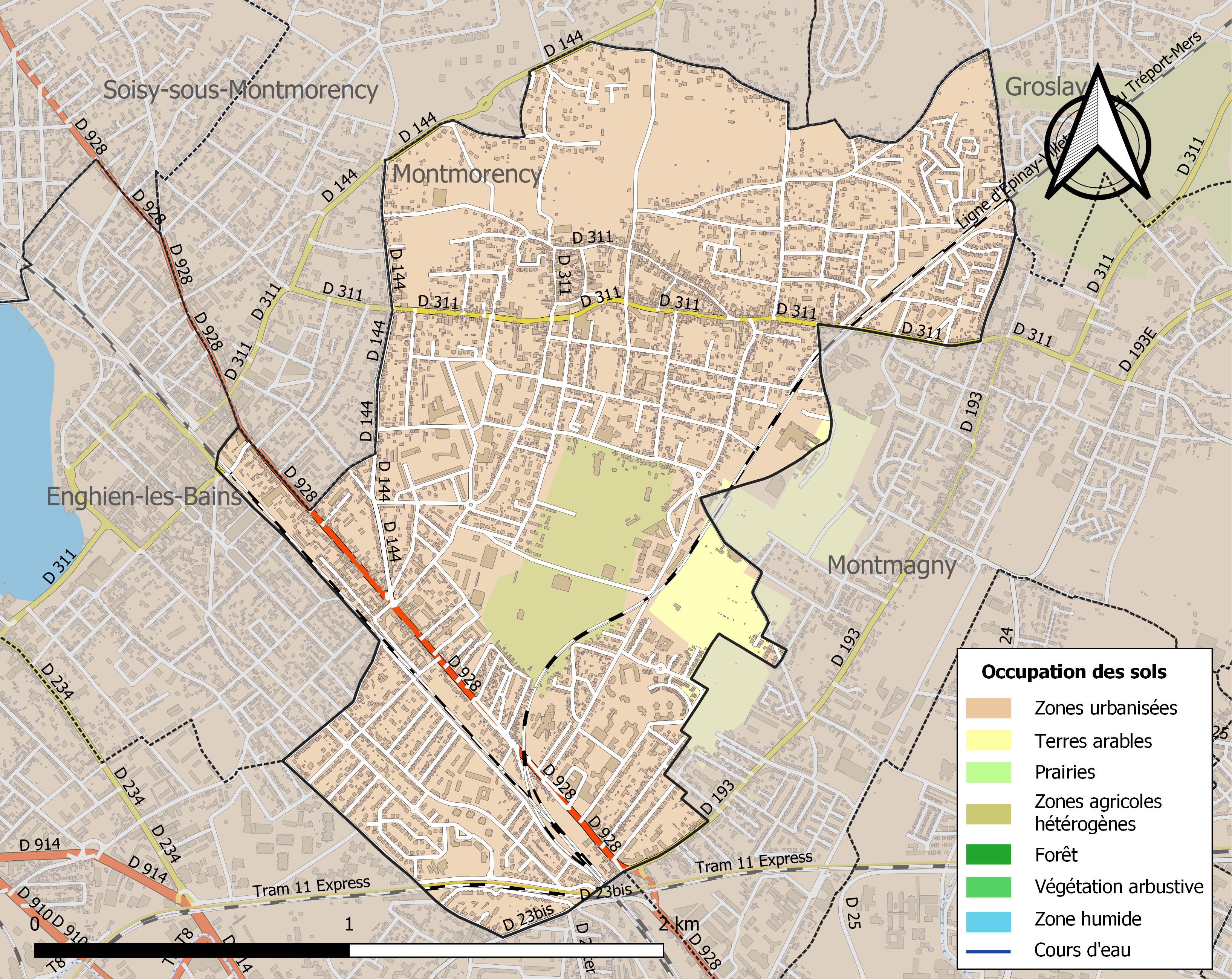
德伊-拉巴尔土地利用情况地图

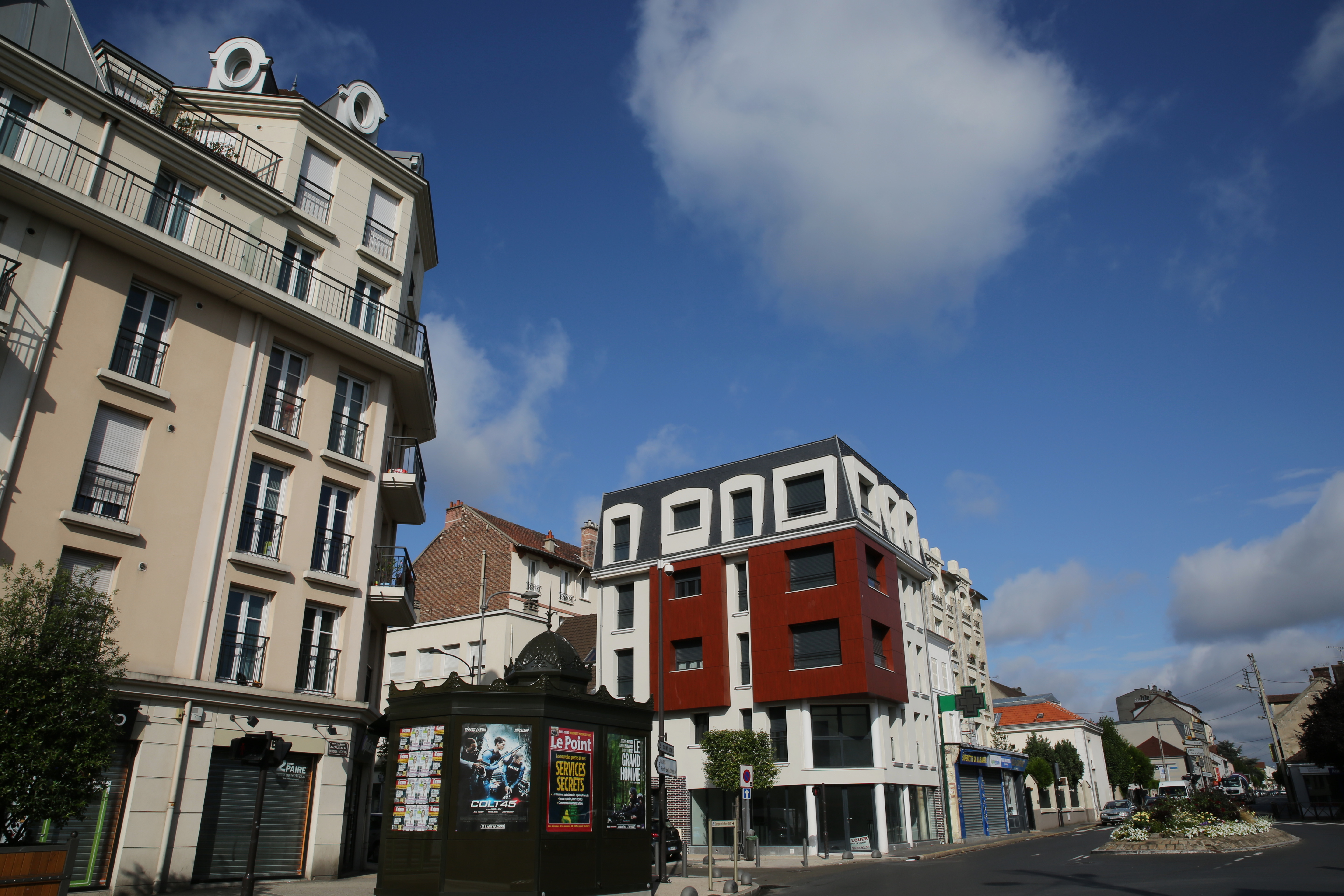
拉巴尔广场

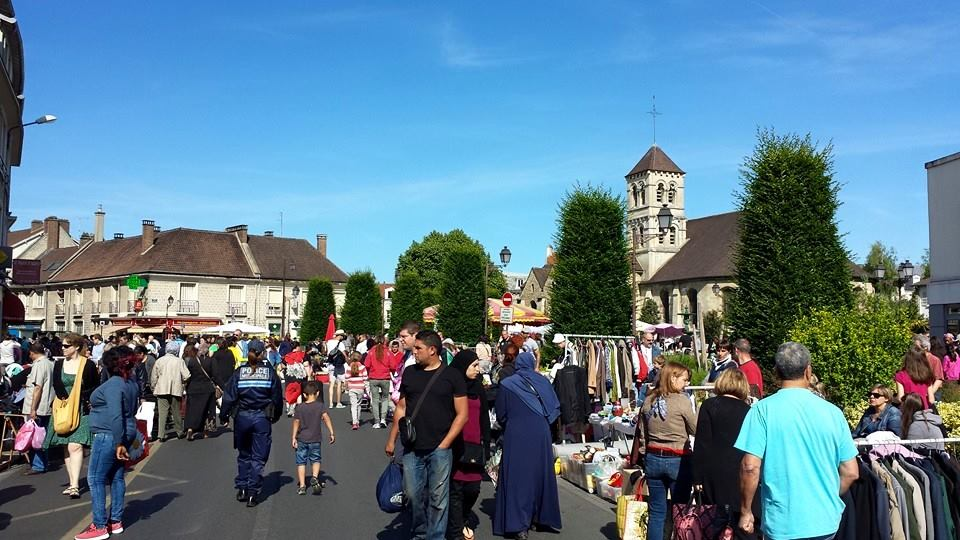
德伊-拉巴尔的露天集市

### 教育
德伊-拉巴尔属于凡尔赛学区。截止2020年1月1日，德伊-拉巴尔境内共有6所幼儿园、6所小学、2所初级中学和1所普通高中。2018至2019学年度，德伊-拉巴尔境内共有在校中等教育阶段学生2,037名。

### 医疗
截止2020年1月1日，德伊-拉巴尔境内共有全科医生13名、保健师26名、牙医16名、护士15名、耳科医生1名、眼科医生2名和助产士2名。境内共有药房6家、养老院2家、残疾人帮扶中心2家。
距离德伊-拉巴尔最近的区域性医疗机构为“欧博讷-蒙莫朗西医疗集团”（Groupement hospitalier Eaubonne - Montmorency），其主病区西蒙·薇伊医院（Hôpital Simone Veil）位于欧博讷市区北部，距离德伊-拉巴尔市区的正常车程约15分钟，该院设有床位928个，是当地规模最大的公立综合性医院。

### 住房
2018年，德伊-拉巴尔境内共有各类住房10,421套，其中36.4%为独立式居民区，62.6%为集中式居民区。常住房屋占德伊-拉巴尔市镇范围内居民建筑总量的90.3%。
在住房保障政策方面，2020年，德伊-拉巴尔境内共有1,704户家庭获得了住房经济补助，受益人数占总人口数量的7.7%，其中1,585份为房租补助。

### 商业
2019年，德伊-拉巴尔境内共有各类实体商铺544家，其中餐厅50家、大型超市3家、杂货店11家、面包房13家、肉铺7家、装饰品店3家、银行门店9家、美容美发店27家、汽车维修店28家。市区内建有Casino、家乐福、Picard等便民超市。

### 体育
2020年，德伊-拉巴尔境内共有1家游泳池、2间体育馆、1座综合体育场、18处网球场、2处足球或橄榄球场以及1处篮球或排球场。
截至2022年7月，德伊-拉巴尔境内共有两家注册足球俱乐部。德伊-昂甘足球俱乐部（Football club Deuil-Enghien，编号549561）是当地的代表性足球队，成立于2001年，其下属的不同年龄段的队伍于2022至2023赛季参加法兰西岛大区足球联赛，其主场为德伊-昂甘市际球场（Stade Intercommunal Deuil-Enghien）。

### 环境
德伊-拉巴尔的环境事务由其所属的平原河谷城市圈公共社区联合各级政府协调负责。2019年，德伊-拉巴尔境内暂无污染企业。

### 治安
2019年，德伊-拉巴尔市镇范围内共有1处派出所。
德伊-拉巴尔及其附近的共3个市镇是德伊-拉巴尔地区派出所警区（zone police de Commissariat de Secteur de Deuil la Barre）的管辖范围。该派出所成立于2020年10月。截至2020年底，该警区累计记录各类案件3起，其中盗窃类案件0起，经济类案件0起，毒品交易类案件1起。

## 文化
2020年，德伊-拉巴尔境内暂无任何文化设施。德伊-拉巴尔市政府提供多媒体中心，每周二、三、五、六向公众开放。

### 建筑
德伊-拉巴尔境内有多处历史建筑，其中圣母和圣欧仁教堂为法国国家文物保护单位，拉舍夫雷特城堡则是当地的地标性建筑物。

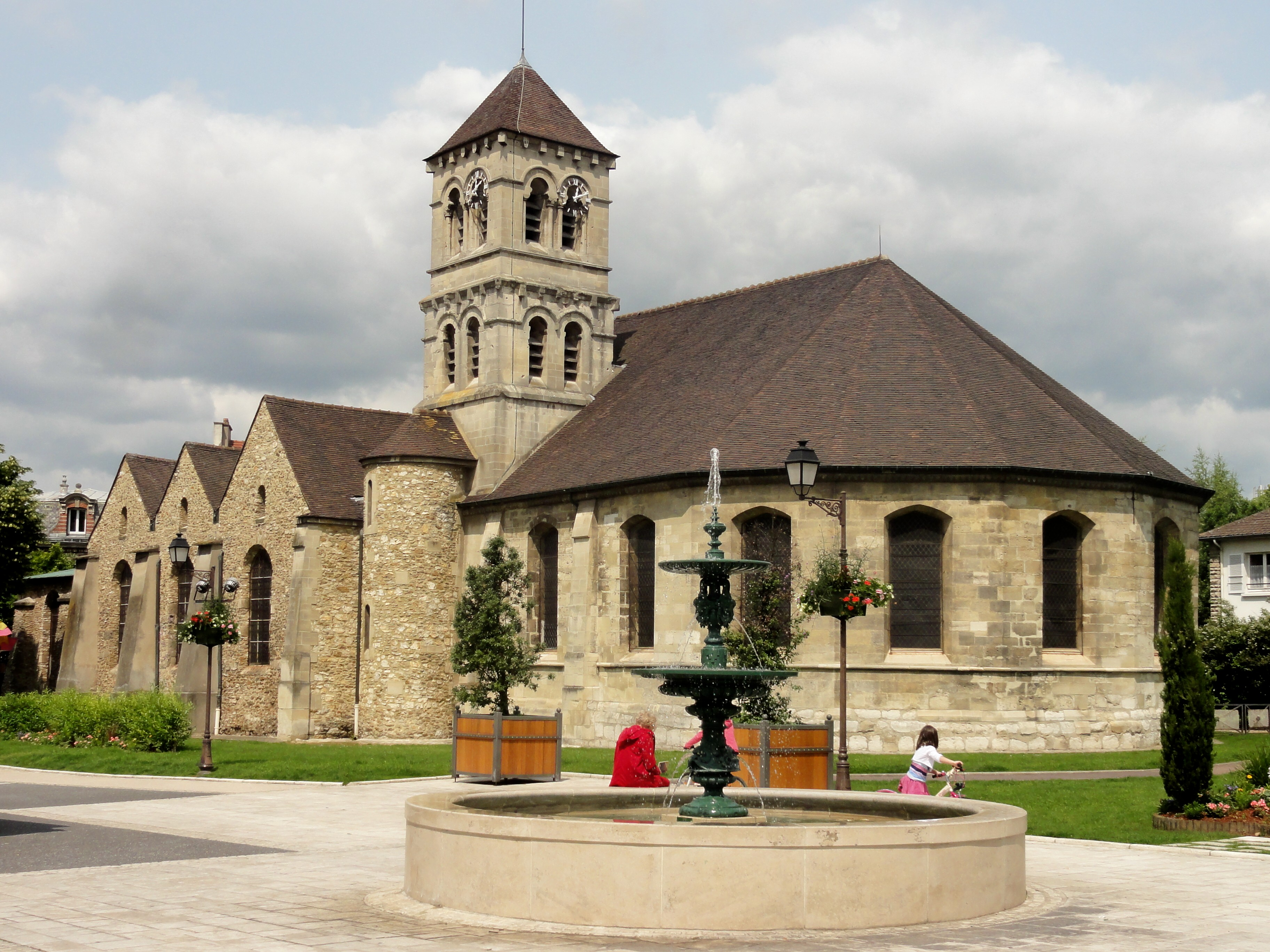
圣母和圣欧仁教堂（法语：Église Notre-Dame-et-Saint-Eugène de Deuil-la-Barre）
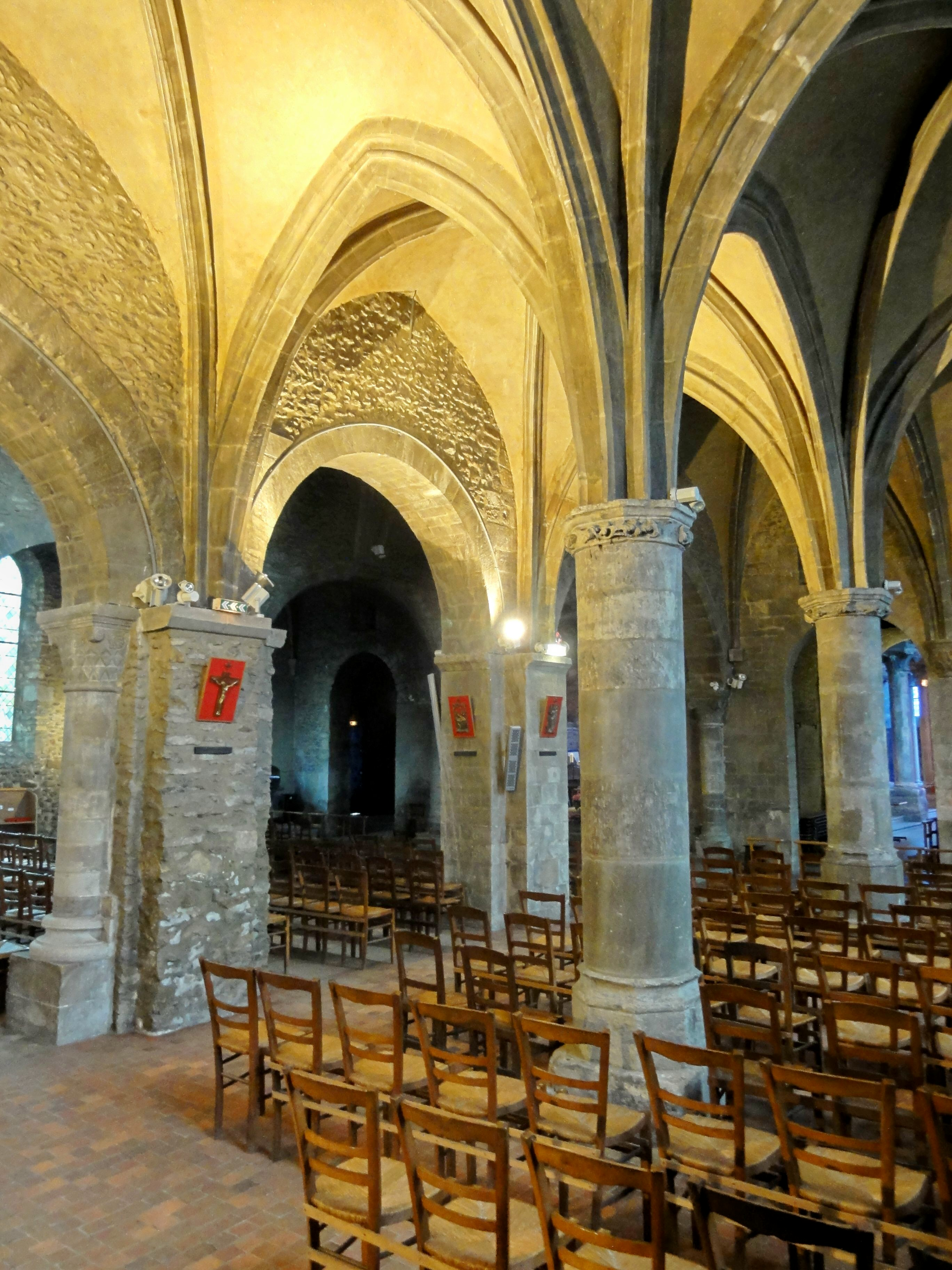
教堂大厅
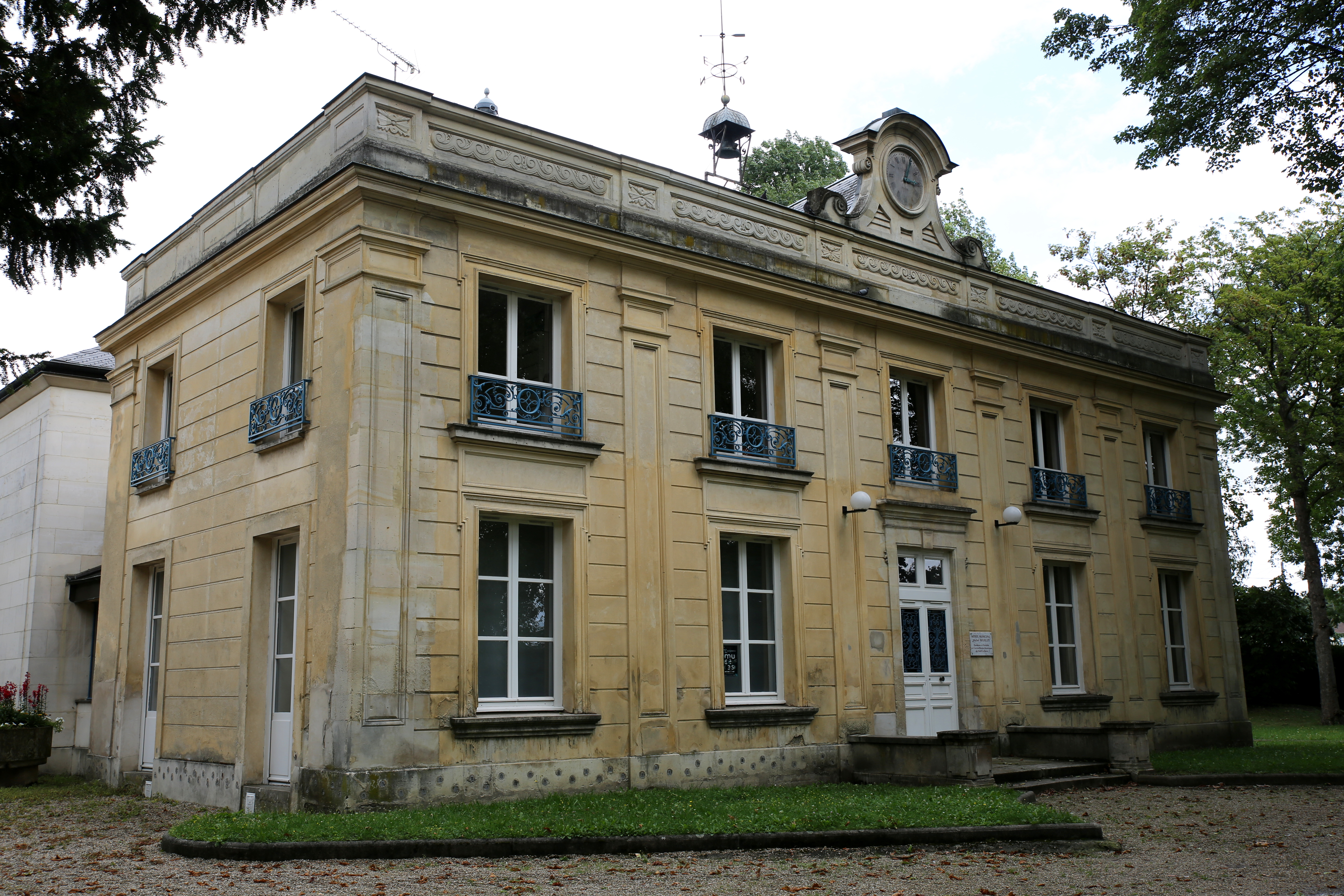
拉舍夫雷特城堡（法语：Château de la Chevrette）
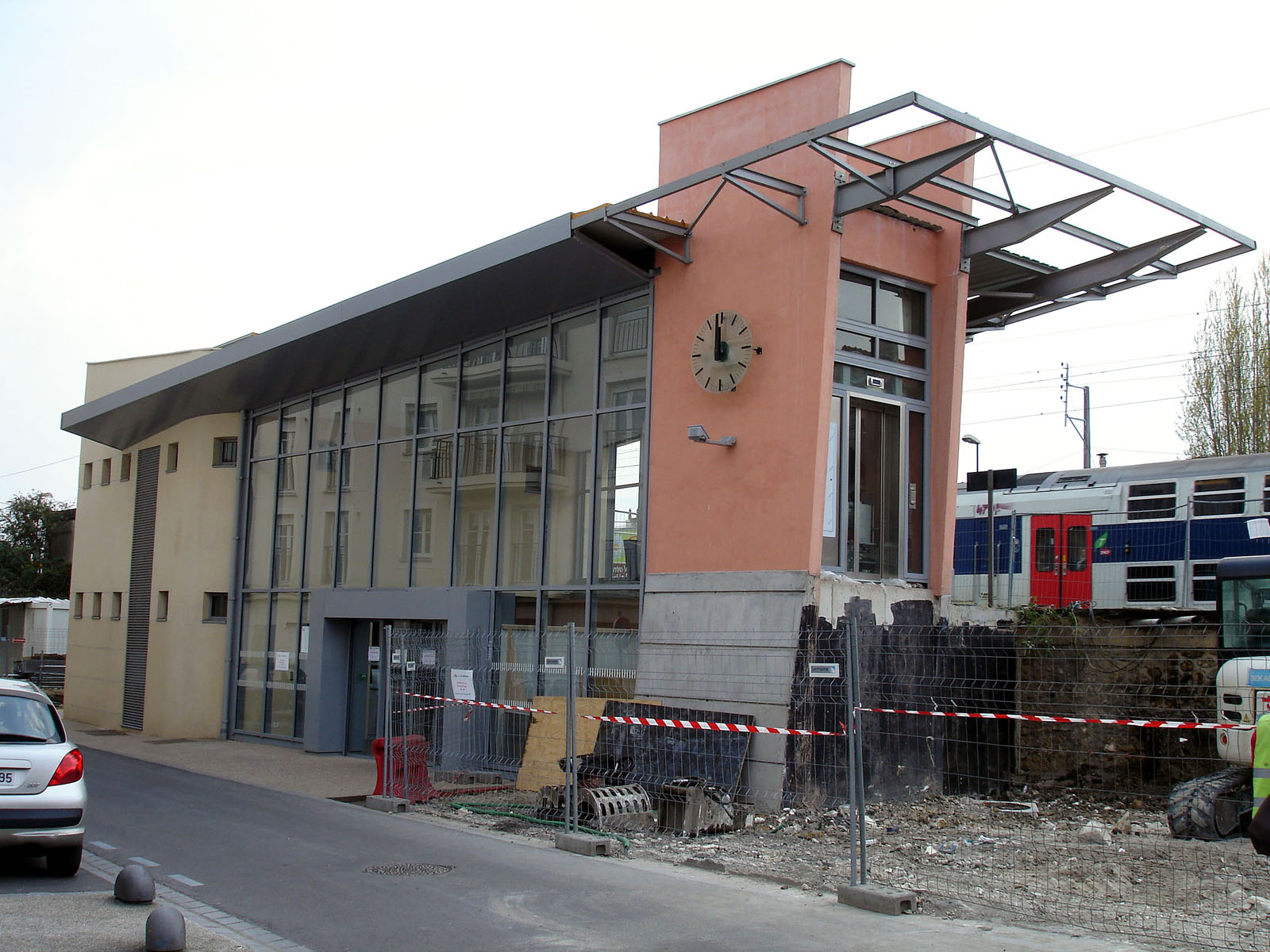
拉巴尔-奥尔梅松火车站
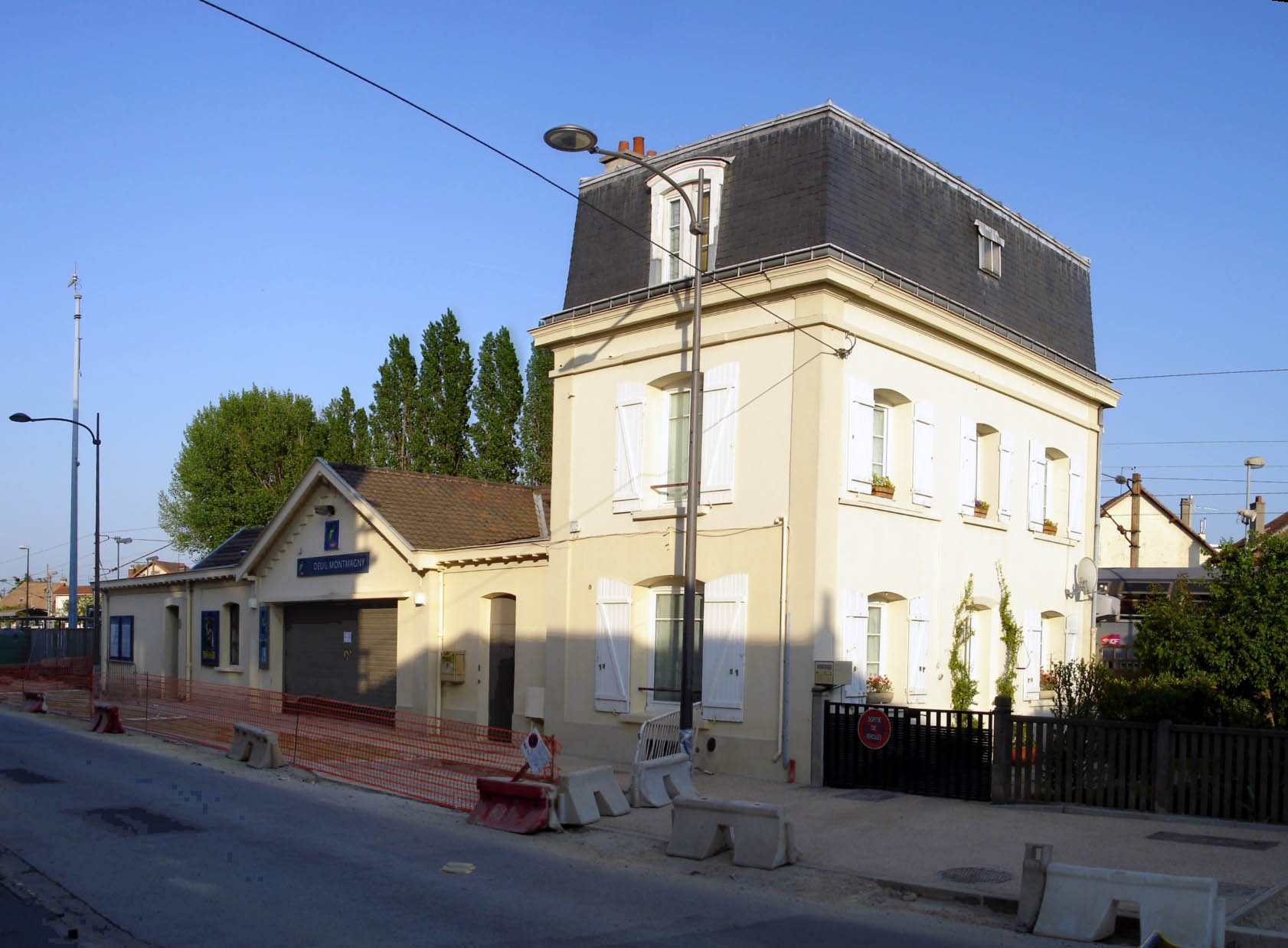
德伊-蒙马尼火车站
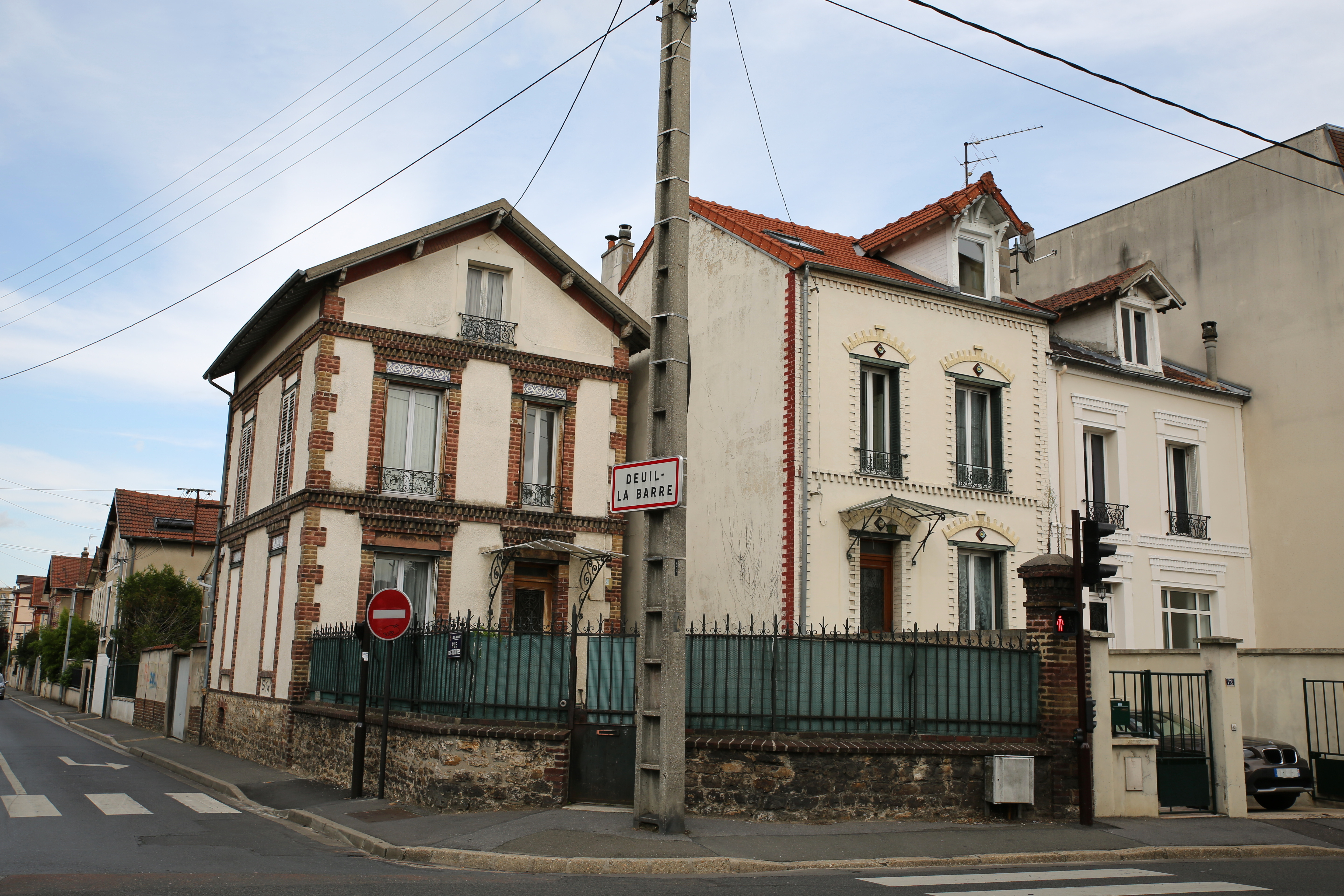
传统民居
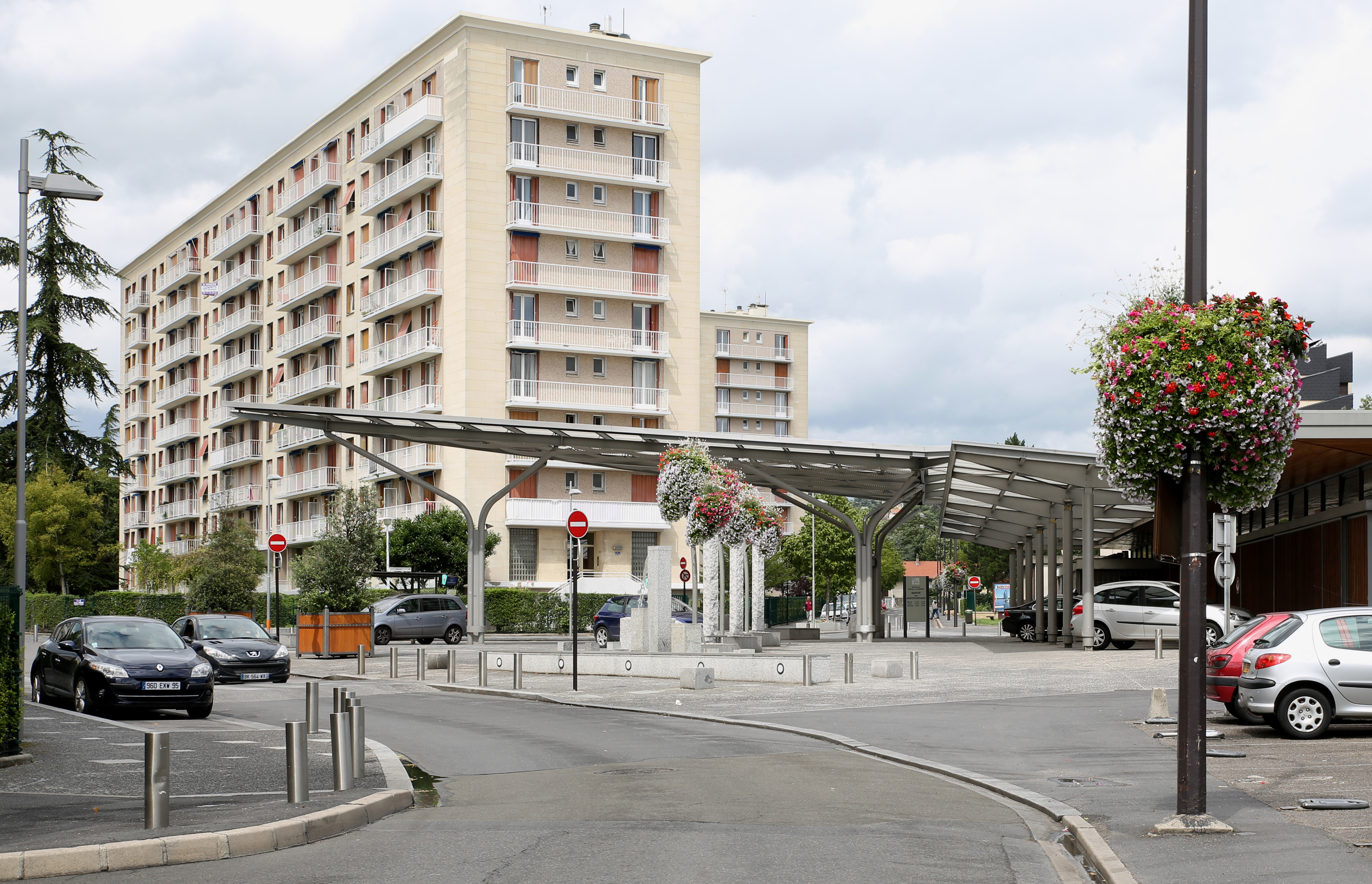
现代民居

### 旅游
德伊-拉巴尔的旅游事务由其所属的平原河谷城市圈公共社区负责。2021年，德伊-拉巴尔境内暂无任何游客接待设施。

### 媒体
法国主要的媒体均可在德伊-拉巴尔接收，法国电视三台下属的法兰西岛大区频道在部分时段播出德伊-拉巴尔所属的瓦兹河谷省的地方新闻。《巴黎人报》、蓝色法兰西巴黎广播、BFM电视台巴黎频道等是当地的主要地方性媒体。

## 相关人物
法国饶舌乐队Sniper成立于德伊-拉巴尔。

## 友好城市
截至2022年7月，德伊-拉巴尔共与四座城市互为友好城市关系：
- 德国 美因河畔法兰克福Nieder-Eschbach街区（1967年）
- 匈牙利 瓦茨（1991年）
- 英国 温斯福德（1992年）
- 葡萄牙 洛里尼揚（2009年）